# 6929 Misto
6929 Misto eller 1994 UE är en asteroid i huvudbältet som upptäcktes den 31 oktober 1994 av den italienske astronomen Vincenzo Silvano Casulli vid Colleverde-observatoriet. Den är uppkallad efter upptäckarens mor, Angela Misto.
Asteroiden har en diameter på ungefär 7 kilometer och den tillhör asteroidgruppen Gefion.